# Pavel Padrnos

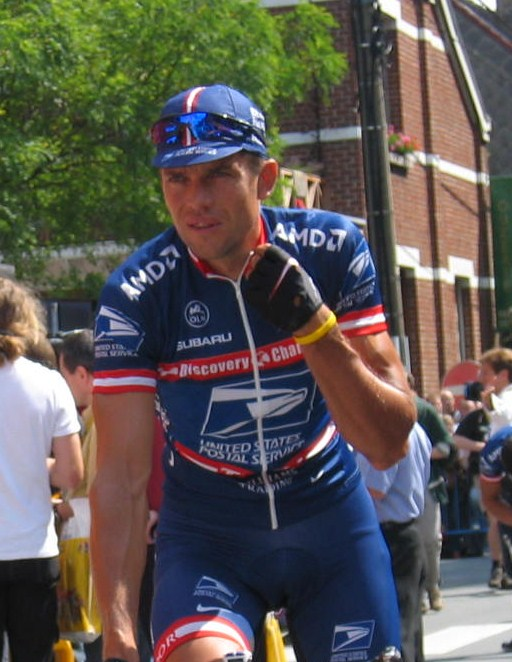
Pavel Padrnos (2004)

Pavel Padrnos (* 17. Dezember 1970 in Třebíč) ist ein ehemaliger tschechischer Radrennfahrer.

## Karriere
Padrnos startete als Juniorenfahrer 1988 für den Verein Favorit Brno. Mit der Nationalmannschaft der ČSSR wurde er in diesem Jahr Vizeweltmeister der Junioren im Mannschaftszeitfahren.
In der Amateurklasse gewann Padros 1990 mit einer Etappe des Grand Prix Guillaume Tell seinen ersten Wettbewerb des internationalen Kalenders. Er vertrat sein Land bei den Olympischen Sommerspielen 1992 in Barcelona und belegte im Mannschaftszeitfahren den achten und im olympischen Straßenrennen den 69. Rang. In der Saison 1994 gewann er die Gesamtwertungen der Bayern-Rundfahrt und der Hessen-Rundfahrt. 1995 gewann er die Gesamtwertung der Niedersachsen-Rundfahrt erzielte mit dem Gesamtsieg der Internationalen Friedensfahrt seinen größten Erfolg als Amateur und wiederholte seinen Vorjahressieg  der Hessen-Rundfahrt.
Padrnos schloss sich 1996 dem beim tschechischen Radsportteam Tico an, für das er  zwei Etappen der Slowakei-Rundfahrt gewann. Ein Jahr später wechselte er zu der italienischen Radsport-Team Roslotto-ZG Mobili, mit dem er zum ersten Mal an der Tour de France teilnahm, die er als 45. beenden konnte. Die nächsten vier Jahre fuhr er für Lampre und Saeco. In seinen fünf Jahren in Italien fuhr er jedes Jahr den Giro d’Italia, dabei war sein bestes Ergebnis der 18. Platz in der Gesamtwertung 1999. Er nahm an den Olympischen Sommerspielen 2000 in Sydney teil und wurde 69. im Straßenrennen.
Padrnos wechselte 2002 zur US-amerikanischen Mannschaft US Postal Service um Lance Armstrong, dem späteren Discovery Channel Pro Cycling Team und war Teil der Tour-de-France-Auswahl 2002, 2003, 2004 und 2005, die Armstrong bei seinen – später wegen Doping aberkannten – Rundfahrtsiegen unterstützte. Ende der Saison 2007 beendete er nach der Auflösung des Teams seine Karriere.

## Palmarès
1990
- eine Etappe Grand Prix Guillaume Tell

1993
- eine Etappe Internationale Friedensfahrt

1994
- Gesamtwertung Bayern-Rundfahrt
- eine Etappe Internationale Friedensfahrt
- Gesamtwertung Hessen-Rundfahrt

1995
- Gesamtwertung und Prolog Niedersachsen-Rundfahrt
- Gesamtwertung und vier Etappen Internationale Friedensfahrt
- Gesamtwertung Hessen-Rundfahrt

1996
- zwei Etappen Slowakei-Rundfahrt

## Teams
- 1996 Tico
- 1997 Roslotto-ZG Mobili
- 1998 Saeco
- 1999 Lampre-Daikin
- 2000–2001 Saeco
- 2002–2007 US Postal Service / Discovery Channel

## Ehrungen
Pavel Padrnos  wurde 1994 Gewinner der jährlichen Umfrage zum Král cyklistiky (Radsportkönig) des Radsportverbandes Československý svaz cyklistiky.